# Irina Moiseeva
Irina Valentinovna Moiseeva (em russo:  Ирина Валентиновна Моисеева; Moscou, RSFS da Rússia, 3 de julho de 1955) é uma ex-patinadora artística russa, que competiu em provas na dança no gelo representando a União Soviética. Ela conquistou duas medalhas olímpicas, uma de prata em 1976 e uma de bronze em 1980 ao lado de Andrei Minenkov, e oito medalhas em campeonatos mundiais, sendo duas de ouro, três de prata e três de bronze.

## Principais resultados

### Com Andrei Minenkov
| Resultados                                            | Resultados    | Resultados    | Resultados        | Resultados        | Resultados        | Resultados        | Resultados       | Resultados      | Resultados       | Resultados        | Resultados        | Resultados       | Resultados        |
| Internacional                                         | Internacional | Internacional | Internacional     | Internacional     | Internacional     | Internacional     | Internacional    | Internacional   | Internacional    | Internacional     | Internacional     | Internacional    | Internacional     |
| Evento/Temporada                                      | 1969– 1970    | 1970– 1971    | 1971– 1972        | 1972– 1973        | 1973– 1974        | 1974– 1975        | 1975– 1976       | 1976– 1977      | 1977– 1978       | 1978– 1979        | 1979– 1980        | 1980– 1981       | 1981– 1982        |
| ----------------------------------------------------- | ------------- | ------------- | ----------------- | ----------------- | ----------------- | ----------------- | ---------------- | --------------- | ---------------- | ----------------- | ----------------- | ---------------- | ----------------- |
| Jogos Olímpicos                                       |               |               |                   |                   |                   |                   | Medalha de prata |                 |                  |                   | Medalha de bronze |                  |                   |
| Campeonato Mundial                                    |               |               |                   | 7.ª               | 4.ª               | Medalha de ouro   | Medalha de prata | Medalha de ouro | Medalha de prata | Medalha de bronze | Medalha de bronze | Medalha de prata | Medalha de bronze |
| Campeonato Europeu                                    |               |               |                   | 7.ª               | 5.ª               | 4.ª               | Medalha de prata | Medalha de ouro | Medalha de ouro  | Medalha de prata  | Medalha de bronze | Medalha de prata | Medalha de bronze |
| NHK Trophy                                            |               |               |                   |                   |                   |                   |                  |                 |                  |                   | Medalha de ouro   |                  |                   |
| Prize of Moscow News                                  |               | 6.ª           |                   | Medalha de prata  | Medalha de prata  | Medalha de prata  |                  | Medalha de ouro |                  | Medalha de ouro   |                   |                  | Medalha de prata  |
| Skate Canada International                            |               |               |                   |                   | Medalha de bronze | Medalha de ouro   |                  |                 |                  |                   |                   |                  |                   |
| Nacional                                              |               |               |                   |                   |                   |                   |                  |                 |                  |                   |                   |                  |                   |
| Campeonato Soviético                                  | 5.ª           | 4.ª           | Medalha de bronze | Medalha de bronze | Medalha de prata  | Medalha de bronze | Medalha de prata | Medalha de ouro |                  | Medalha de prata  |                   | Medalha de prata | Medalha de prata  |
|                                                       |               |               |                   |                   |                   |                   |                  |                 |                  |                   |                   |                  |                   |
| Legenda: Competição não foi disputada nesta temporada |               |               |                   |                   |                   |                   |                  |                 |                  |                   |                   |                  |                   |